# SDM-R

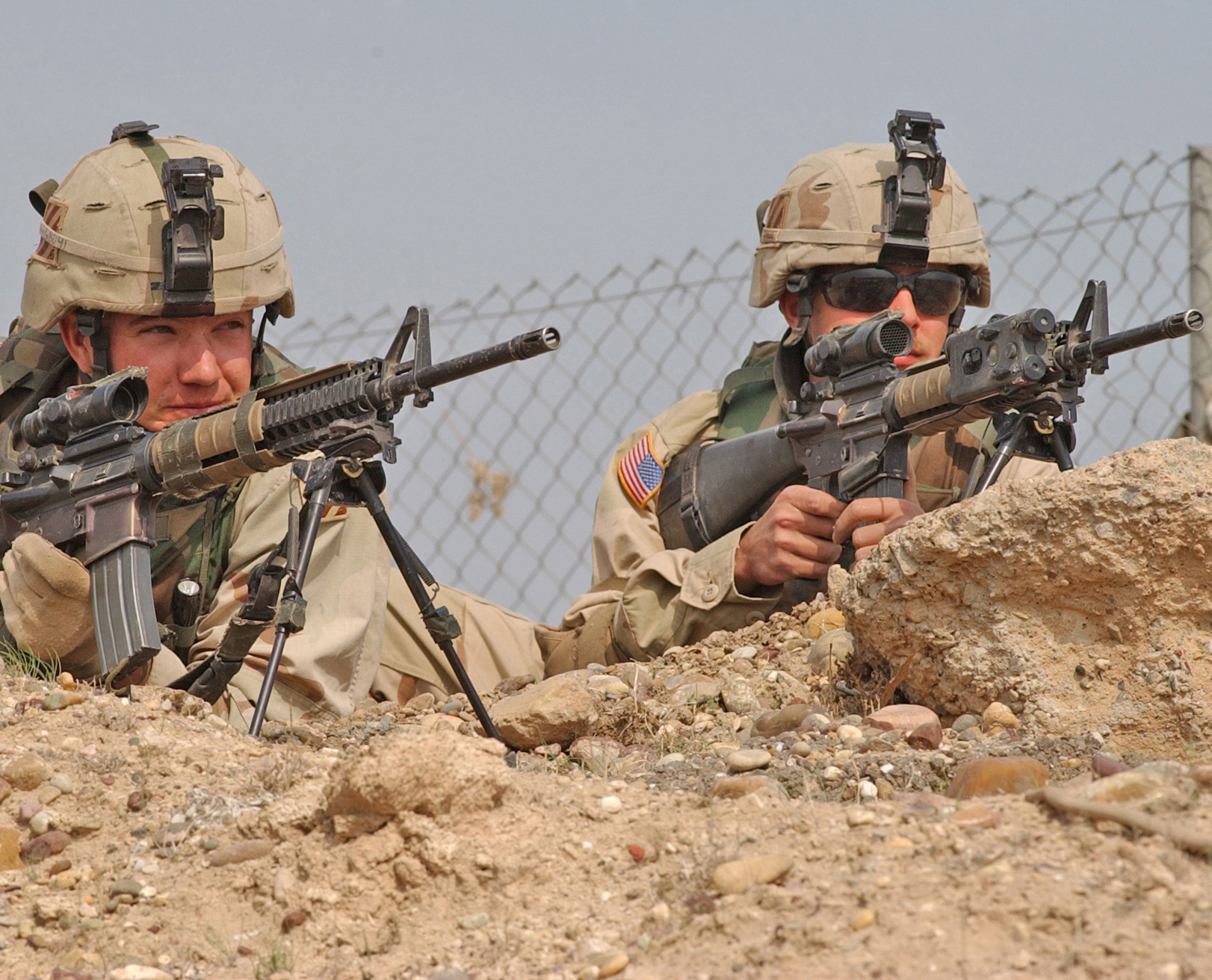
SDM-R 소총으로 무장한 미육군 병사들

SDM-R(United States Army Squad Designated Marksman Rifle)은 M16 소총을 기반으로 만든 미육군의 지정사수소총이다. 저격에 적합한 총열, 방아쇠, 광학식 조준기 등을 가지고 있다.

## 같이 보기
- SAM-R
- 지정 사수